# Tommy Steiner
Tommy Steiner, de son vrai nom Karl-Heinz Steiner (né le 7 octobre 1962 à Aalen) est un chanteur allemand.

## Biographie
Steiner apprend enfant la guitare, la batterie et l'accordéon diatonique. À 15 ans, il est membre d'un groupe local, Diamonds Original, qui se produit dans des bals.
Après la scolarité, il fait son service militaire et ensuite étudie l'administration des affaires et le droit. Par ailleurs, il se présente à un concours de jeunes chanteurs qu'il gagne.
Jürgen Kramer produit avec lui le single Die Fischer von San Juan qui est son premier succès. Steiner est présent dans plusieurs émissions de télévision, comme Die goldene Eins et ZDF-Hitparade. Il participe à la sélection allemande au Concours Eurovision de la chanson 1988 avec le titre Insel im Wind écrit par Hanne Haller et Ramona Leiß. Il chante le générique allemand de la série australienne Les Voisins.
Au début des années 1990, Steiner est acteur. Il joue dans la comédie Hochwürden erbt das Paradies en 1993.
Steiner travaille principalement comme compositeur, parolier, producteur et éditeur. Il écrit notamment pour Michelle et Leonard.
À l'occasion de son 30e anniversaire de carrière en septembre 2013, Tommy Steiner sort l'album Folge dem Fieber, dont le single éponyme est sorti en prélude, mais aussi une compilation des succès.

## Discographie
Singles
- 1983 : Die Fischer von San Juan
- 1983 : Das Märchen von Rhodos
- 1984 : Das ewige Feuer
- 1984 : Wenn dein Herz dir nicht sagt
- 1984 : Der Morgen danach
- 1985 : Märchenland
- 1985 : Ich deck' mich zu mit meinen Träumen
- 1985 : Der Stern von Korsika
- 1986 : Jennifer
- 1986 : Eine Liebe ist vorbei
- 1987 : Parlez-vous francais
- 1987 : So schön wird´s nie wieder sein
- 1987 : Es ist ein Wunder gescheh'n
- 1988 : Insel im Wind
- 1988 : Santa Marlena
- 1989 : Ich bin verrückt nach dir
- 1990 : Cherchez la femme (Traummädchen)
- 1990 : Dieser Sommer in Italia
- 1991 : Ich bin lieber frei
- 1991 : Ganz allein
- 1992 : Rote Lippen
- 1993 : Bei dir hab ich ein Gefühl
- 1993 : Angel Eyes
- 1995 : Brennende Herzen
- 1996 : Ich habe dich nie aus den Augen verlor'n
- 1997 : Sag' noch einmal Kuschelbär
- 1997 : Königin der Nacht
- 1997 : Es war keine Liebelei
- 1998 : Es ist viel zu lange her
- 1999 : Tanz´ noch einmal mit mir
- 1999 : Ich bin da
- 2000 : Hey Süße
- 2000 : Anita tanz
- 2000 : Meine Sehnsucht
- 2000 : Tommys Hit-Mix 1
- 2000 : Weihnachtszeit - Schöne Zeit
- 2001 : Komm in meine Arme, Kleine
- 2002 : Julia
- 2002 : Es ist Sommer
- 2003 : Lass uns lieben
- 2005 : Es geht schon wieder los
- 2006 : Angelina
- 2009 : Spiel mit mir Liebe
- 2013 : Folge dem Fieber

Albums
- 1983 : Tommy Steiner
- 1984 : Frei sein für die Träume
- 1985 : Sommerwind
- 1986 : Wie neu geboren
- 1988 : Schön, dass du bei mir bist
- 1989 : Tommy Steiner
- 1991 : Sehnsucht und Abenteuer
- 1993 : Zeit für Gefühle
- 1997 : Ganz nah
- 2000 : Ich bin da
- 2002 : Komm in meine Arme
- 2003 : Liebesrausch
- 2004 : Wilde Jahre
- 2008 : Herzbeben
- 2013 : Folge dem Fieber

## Source de la traduction
- (de) Cet article est partiellement ou en totalité issu de l’article de Wikipédia en allemand intitulé « Tommy Steiner » (voir la liste des auteurs).